# Lawinenexpress
Lawinenexpress ist ein Spionagefilm des US-amerikanischen Regisseurs Mark Robson aus dem Jahr 1979. Er beruht auf dem gleichnamigen Roman des Schriftstellers Colin Forbes. Das Premierendatum für die Bundesrepublik Deutschland war am 27. September 1979.

## Handlung
Der hohe KGB-Funktionär Sergej Marenkow beschließt, dem kommunistischen System den Rücken zu kehren, nachdem seine Frau sich aufgrund dessen das Leben genommen hat. Unter dem Decknamen „Angelo“ schmuggelt er regelmäßig eine Audio-Kassette mit Insider-Informationen an Bord des Nachtzugs Moskau–Basel, die dann von einer eigens dafür geschaffenen Sondereinheit unter der Leitung von Col. Wargrave in die USA transportiert wird.
Als das Informationsleck entdeckt wird, fürchtet Marenkow, aufzufliegen und will sich in den Westen absetzen. Zu diesem Zweck begibt er sich nach Mailand sowie dort unter Wargraves Schutz. Da man bereits hier versucht Marenkow zu liquidieren, ahnt Wargrave, dass weitere Attacken folgen werden und beschließt, mit seinen Leuten und Marenkow den „Atlantik-Express“ benutzen, der von Mailand über Zürich, Basel und Köln nach Amsterdam fährt. Von dort aus soll Marenkow dann ausgeflogen werden, zudem erhofft sich Wargrave, dadurch auf kommende Angriffe eher vorbereitet zu sein.
Die Vorsicht ist nicht unbegründet: Wargrave wird bereits im Mailänder Hauptbahnhof niedergeschossen, wenig später halten russische Agenten den Zug auf freier Strecke an und beschießen diesen mit Maschinengewehren. Marenkow bleibt dabei unverletzt, zudem kommt diesem Wargrave zu Hilfe, der seinen Tod nur vorgetäuscht hatte, um so einen Verräter in den eigenen Reihen auszuschalten. Drahtzieher der Angriffe ist der russische Oberst Bunin, früher ein enger Freund Marenkows. Da der Übergelaufene über umfassende Informationen über das sowjetische Agentennetz in Europa verfügt, will Bunin dessen Flucht unbedingt verhindern.
Sein weiterer Plan, den Atlantik-Express im Gotthardmassiv durch eine künstlich ausgelöste Lawine zum Entgleisen zu bringen, scheitert, da sich der Zug rechtzeitig in einen Tunnel retten kann.
Bunin begibt sich daraufhin selbst an Bord und paktiert zudem mit dem Terroristen Geiger: da dessen Gefolgsleute nach einem Attentat an der deutsch-niederländischen Grenze festsitzen, bietet Bunin diesem an, sie mithilfe des russischen Frachters „Maxim Gorki“, der vor der niederländischen Küste ankert, außer Landes und damit in Sicherheit zu bringen. Dafür müsse die Geiger-Gruppe den „Atlantik-Express“ an der Maas-Brücke angreifen. Auch dies scheitert trotz großer Verluste, Marenkow bleibt ein weiteres Mal unverletzt, während Bunin aus dem Zug springen und fliehen kann.
Wargrave beschließt daraufhin, zum Gegenangriff überzugehen und, unterstützt durch niederländische Kollegen, die „Maxim Gorki“ mit einem gekaperten Schnellboot zu versenken, was letztlich gelingt, wodurch Bunin und ein Großteil russischer Agenten den Tod finden. General Marenkow kann schließlich von Amsterdam in die USA ausgeflogen werden.

## Unterschiede zum Buch
Die Handlung im Film folgt weitgehend der Romanvorlage und wurde nur geringfügig abgeändert. So ist der Name des russischen Obersts im Film Nikolai Bunin und nicht Scharpinsky wie im Roman. Dort wird Marenkow zudem von Wargrave in einer Nacht- und Nebelaktion von einem Kongress in Bukarest, wo er gerade weilt, nach Mailand gebracht. Im Film ist er bereits dort und trifft ich mit Wargrave in der Mailänder Scala. Schließlich stellt sich im Buch die riskante Bahnfahrt als Ultima Ratio dar, da aufgrund einer Schneekatastrophe alle Flughäfen in Europa geschlossen wurden, mit Ausnahme des Flughafens von Amsterdam. Im Film wird die Bahnfahrt als kalkuliertes Risiko in Kauf genommen, um Bunin eine Falle zu stellen.

## Produktion
Die Verfilmung stand unter unglücklichen Vorzeichen: Robert Shaw starb während der Dreharbeiten plötzlich, und ein Großteil seiner Dialoge musste durch den Synchronsprecher Robert Rietty nachgesprochen werden, da man entschieden hatte, die Eröffnungsszene auf Russisch mit englischen Untertiteln zu veröffentlichen, während die Szene zum Zeitpunkt des Drehs mit Shaw noch vorsah, dass die Russen gebrochenes Englisch sprechen. Im Zuge dessen musste Rietty auch sonstige Dialoge Shaws aus Kontinuitätsgründen einsprechen. Der Regisseur Mark Robson starb ebenfalls während der Dreharbeiten. Der Film wurde von Monte Hellman beendet, der im Abspann allerdings nicht genannt wurde. Robsons Aufgaben als Produzent wurden von Gene Corman übernommen.
Das Ergebnis bietet ein heilloses Durcheinander fertiger und unfertiger Szenen und wirkt insgesamt unausgereift und zusammengestückelt.

## Trivia
- Der Film wurde in Europa, vorrangig in Deutschland und Italien gedreht. Der Münchner Hauptbahnhof fungierte als Double der Schweizer Bahnhöfe von Zürich und Basel. In Italien drehte man dann am Mailander Hauptbahnhof sowie den Bahnhöfen von Parma (als Maastrichter Hauptbahnhof) und Cremona (als Grenzbahnhof Chiasso).
- Der eigentlich an der Maas-Brücke spielende Überfall der Geiger-Gruppe wurde ebenfalls in Italien gedreht: an und auf der Po-Brücke bei Casalmaggiore an der Bahnstrecke Brescia–Parma. Gegenüber der echten Maas-Brücke ist diese Strecke eingleisig und nicht elektrifiziert, weshalb man für den Dreh am nördlichen Brückenlager eine künstliche Oberleitung errichtete und den E-Lok bespannten Zug mittels einer (nicht im Bild ersichtlichen) Diesellokomotive bewegte.
- Die Aufnahmen des fahrenden Zuges durch das verschneite Gotthardmassiv wurden auf einer Modelleisenbahnanlage nachgestellt, was unschwer zu erkennen ist. Diese Sequenz wurde von John Dykstra und Grant McCune realisiert. Was in diesen Szenen zudem auffällig ist: Der Zug ist im Rechtsverkehr unterwegs, obwohl bei der Schweizer Eisenbahn Linksverkehr gilt.
- Die Geiger-Gruppe assoziiert Vergleiche mit der seinerzeit in Deutschland aktiven Rote Armee Fraktion und Andreas Baader.
- Vier Jahre zuvor spielte Maximilian Schell die Hauptrolle in dem Film The Man in the Glass Booth, welcher auf einem Bühnenstück seines Lawinenexpress-Co-Stars Robert Shaw basiert.

## Synchronisation
| Rolle               | Schauspieler      | Deutscher Synchronsprecher |
| ------------------- | ----------------- | -------------------------- |
| Col. Harry Wargrave | Lee Marvin        | Arnold Marquis             |
| General Marenkow    | Robert Shaw       | Michael Chevalier          |
| Elsa Lang           | Linda Evans       | Inken Sommer               |
| Nikolai Bunin       | Maximilian Schell | Maximilian Schell          |
| Haller              | Mike Connors      | Horst Schön                |
| Geiger              | David Hess        | Manfred Lehmann            |
| Philip John         | Sky Dumont        | Norbert Gescher            |

## Kritiken
„Unglaubwürdig, oberflächlich, voller Sensationseffekte und ohne Sorgfalt inszeniert, bietet der Film Aufwand statt Qualität.“